# Daniel Rousta
Daniel Rousta (* 21. Mai 1973 in Tübingen) war politischer Beamter im Ministerium für Finanzen und Wirtschaft des Landes Baden-Württemberg.

## Biographie
Rousta absolvierte ein Studium der Rechtswissenschaft an der Rheinischen Friedrich-Wilhelms-Universität in Bonn. Er leitete von 2002 bis 2007 das Abgeordnetenbüro der stellvertretenden Vorsitzenden der SPD-Bundestagsfraktion Nicolette Kressl. Von 2008 bis 2010 war er Geschäftsführer des Netzwerks Berlin, einem Zusammenschluss von SPD-Bundestagsabgeordneten. Ehrenamtlich war er in dieser Zeit Vorsitzender des überparteilichen Wahlkreis e.V., eines Berliner Treffpunktes von Abgeordneten, Journalisten, Lobbyisten und Mitarbeitern des Deutschen Bundestages und der Ministerien.
Ab dem 1. Mai 2010 leitete er den Landtagswahlkampf der SPD Baden-Württemberg. Im Mai 2011 wurde Rousta als Ministerialdirektor zum Amtschef des von Nils Schmid geführten Ministerium für Finanzen und Wirtschaft des Landes Baden-Württemberg berufen. In seinem Amt war Rousta für Mittelstandspolitik, Elektromobilität und Existenzgründungsförderung zuständig. Am 21. April 2012 wurde er von Schmid aus diesem Amt entlassen, sein Nachfolger wurde Rolf Schumacher.
In einer Kleinen Anfrage an die Landesregierung fragte der FDP-Abgeordnete Hans-Ulrich Rülke, wie sich das Ministerium dazu verhalte, dass Rousta auf seiner privaten Facebook-Seite das große Landeswappen verwende und dort schreibe, er würde lieber „zum Zahnarzt, als zu einer Veranstaltung des Bundes der Vertriebenen gehen“. Rousta hatte zuvor die Liberalen als „FDPisser“ bezeichnet, nachdem die von Schmid betriebene Schlecker-Rettung am Widerstand der bayerischen FDP gescheitert war. Schmid antwortete, dass die Verwendung des Wappens und die benannte Äußerung nicht akzeptabel seien und Rousta deswegen entlassen wurde. Rousta äußerte zu seiner Entlassung, dass er ein „Wanderer zwischen den Welten“ sein wollte, einerseits Amtschef eines Ministeriums und andererseits „Sprachrohr zu einer Generation oder einem Milieu, das etablierte Parteien und erst recht Regierungen“ nicht erreichten. Eine eingereichte Klage gegen seine Entlassung zog er zurück. Entgegen anders lautenden Presseberichten trat Rousta nicht aus der SPD aus, sondern wechselte lediglich zu einem anderen Landesverband. Er begründete diesen Schritt durch Differenzen mit Claus Schmiedel, dem SPD-Fraktionsvorsitzenden im Landtag.
Rousta arbeitete anschließend als Büroleiter des Bundestagsabgeordneten Hubertus Heil und organisierte ehrenamtlich die Gründung des Wirtschaftsforums der SPD, dessen Geschäftsführer er danach vom 1. Juni 2015 bis 30. September 2017 war. Seitdem ist er als Berater tätig, ab 2020 bei der Strategie- und Kommunikationsberatung Dorten. Er ist Gründungsmitglied und Präsident des Verbandes der Eigentümer von Ferienwohnungen und Ferienhäusern e.V.